# Acrosticta compta
Acrosticta compta är en tvåvingeart som först beskrevs av Cole 1912.  Acrosticta compta ingår i släktet Acrosticta och familjen fläckflugor.
Artens utbredningsområde är Kalifornien. Inga underarter finns listade i Catalogue of Life.